# Luke Hancock
Patrick Lucas Hancock, detto Luke (Roanoke, 30 gennaio 1990), è un ex cestista statunitense.

## Carriera
Dopo aver frequentato la Hidden Valley High School, ha giocato due stagioni alla George Mason University; nel 2012 si è trasferito alla University of Louisville.
Con i Cardinals ha vinto il titolo NCAA 2013, venendo nominato Most Outstanding Player della manifestazione.

## Statistiche

### College
| Anno       | Squadra              | PG  | PT | MP   | TC%  | 3P%  | TL%  | RP  | AP  | PRP | SP  | PP   |
| ---------- | -------------------- | --- | -- | ---- | ---- | ---- | ---- | --- | --- | --- | --- | ---- |
| 2009-2010  | G. Mason Patriots    | 32  | 5  | 23,0 | 50,3 | 32,4 | 69,2 | 3,5 | 3,0 | 0,8 | 0,3 | 7,7  |
| 2010-2011  | G. Mason Patriots    | 33  | 29 | 28,6 | 49,4 | 35,9 | 81,0 | 4,2 | 4,3 | 1,0 | 0,5 | 10,9 |
| 2012-2013† | Louisville Cardinals | 40  | 9  | 22,4 | 42,9 | 39,9 | 76,1 | 2,6 | 1,4 | 1,0 | 0,1 | 8,1  |
| 2013-2014  | Louisville Cardinals | 36  | 21 | 23,9 | 40,8 | 34,5 | 82,9 | 2,6 | 2,2 | 1,0 | 0,2 | 12,3 |
| Carriera   | Carriera             | 141 | 64 | 24,4 | 45,3 | 36,4 | 78,6 | 3,2 | 2,6 | 1,0 | 0,2 | 9,7  |

## Palmarès
- Campione NCAA (2013)
- NCAA Most Outstanding Player (2013)